# Dalarö-Ornö-Utö församling
Dalarö-Ornö-Utö församling är en församling i Haninge pastorat i Södertörns kontrakt i Stockholms stift. Församlingen ligger i Haninge kommun i Stockholms län.

## Administrativ historik
Församlingen bildades 2002 genom sammanslagning av Dalarö församling, Ornö församling och Utö församling och utgjorde därefter ett eget pastorat. Från 2018 ingår församlingen i Haninge pastorat.

## Kyrkor
- Dalarö begravningskapell
- Dalarö kyrka
- Ornö kyrka
- Utö kyrka
- Ålö kapellruin

### Bilder

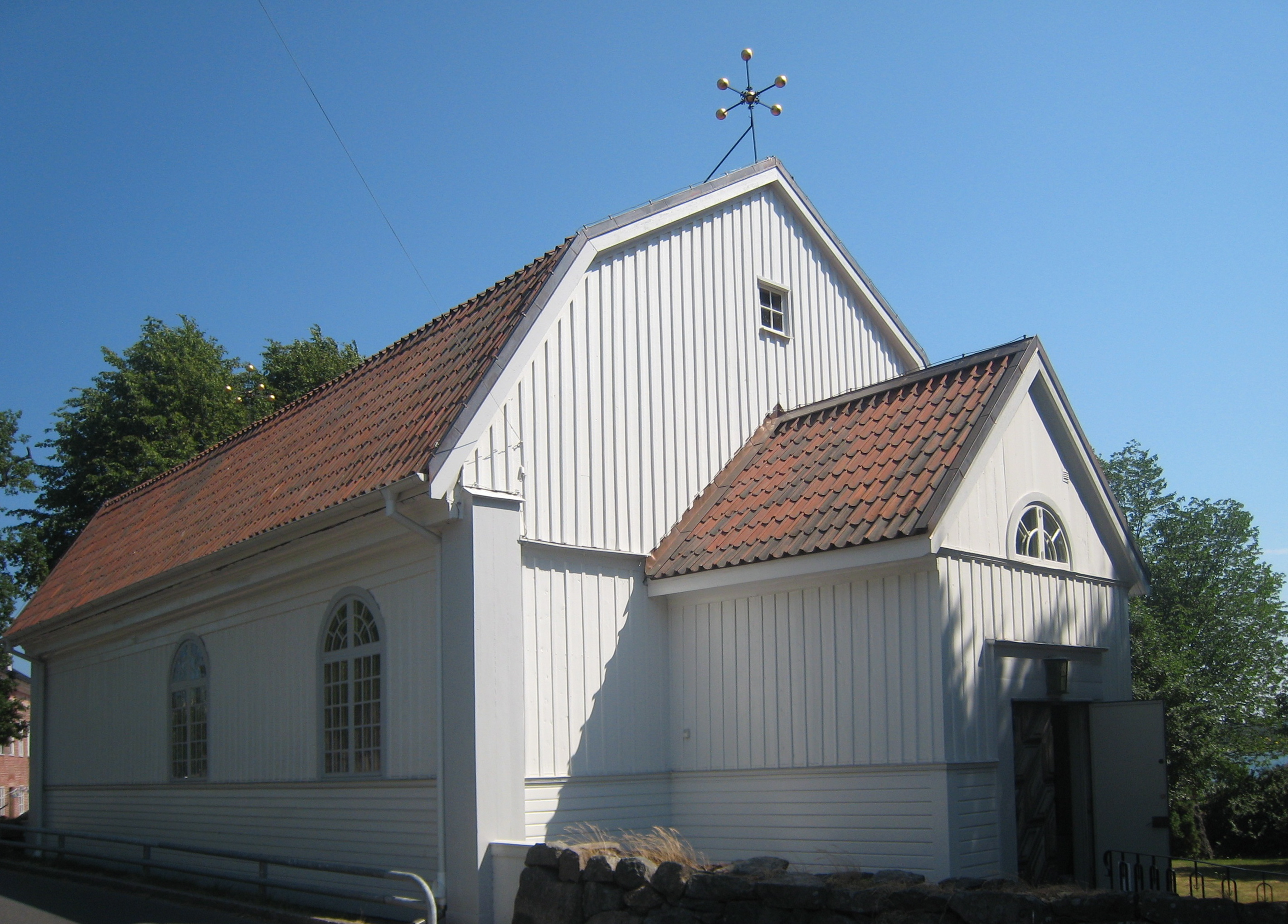
Dalarö kyrka
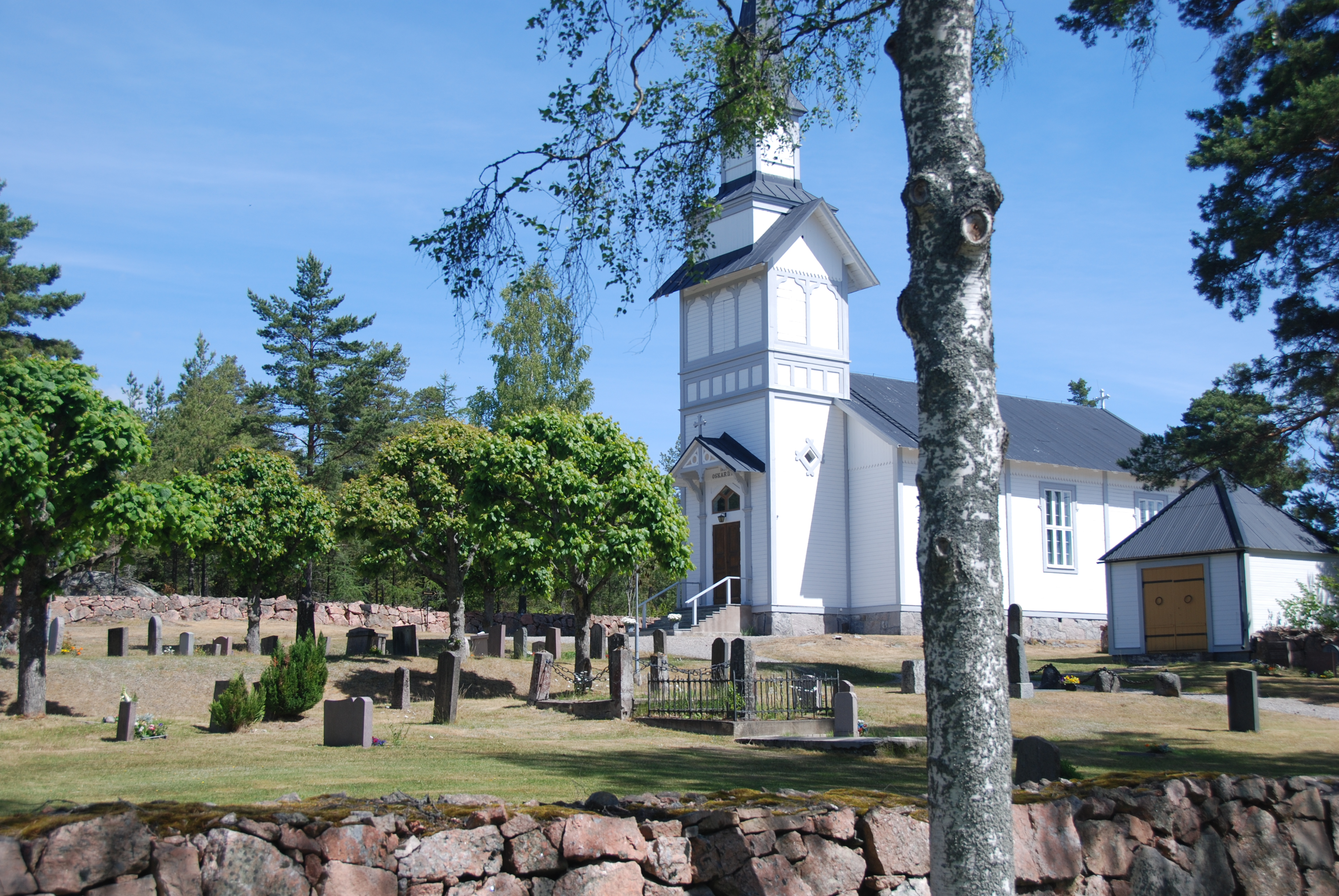
Ornö kyrka
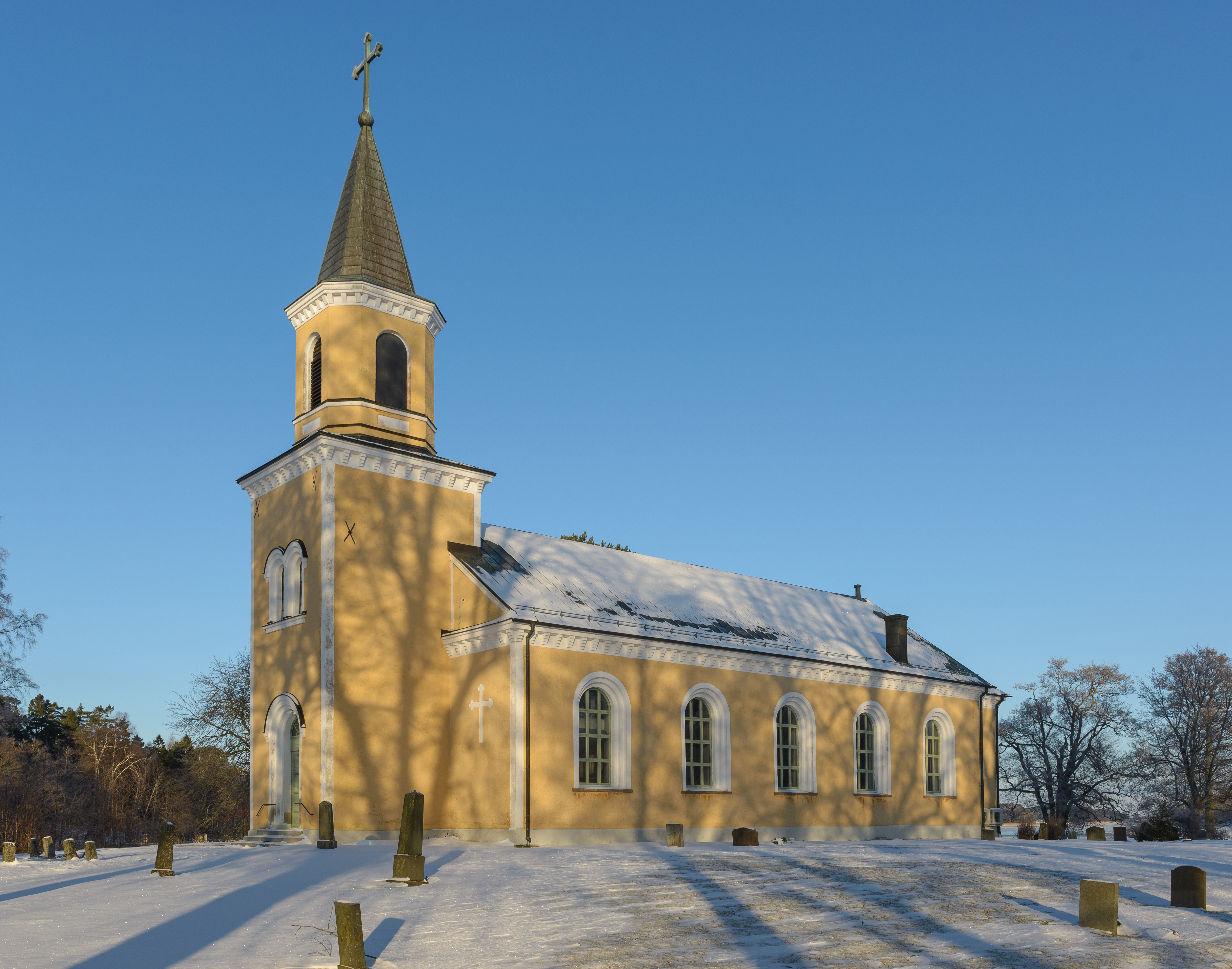
Utö kyrka